# Liste der Biografien/Rosl
Liste der Biografien |
Portal Biografien |
Personensuche
# |
A |
B |
C |
D |
E |
F |
G |
H |
I |
J |
K |
L |
M |
N |
O |
P |
Q |
R |
S |
T |
U |
V |
W |
X |
Y |
Z |
?
 
Ra |
Rb |
Rd |
Re |
Rh |
Ri |
Rj |
Rk |
Rl |
Rm |
Rn |
Ro |
Rr |
Rs |
Rt |
Ru |
Rv |
Rw |
Rx |
Ry |
Rz
 
Roa |
Rob |
Roc |
Rod |
Roe |
Rof |
Rog |
Roh |
Roi |
Roj |
Rok |
Rol |
Rom |
Ron |
Roo |
Rop |
Roq |
Ror |
Ros |
Rot |
Rou |
Rov |
Row |
Rox |
Roy |
Roz 
 
Rosa |
Rosb |
Rosc |
Rosd |
Rose |
Rosh |
Rosi |
Rosj |
Rosk |
Rosl |
Rosm |
Rosn |
Roso |
Rosp |
Rosq |
Ross |
Rost |
Rosu |
Rosv |
Rosw |
Rosy |
Rosz 
Die Liste der Biografien führt alle Personen auf, die in der deutschsprachigen Wikipedia einen Artikel haben. Dieses ist eine Teilliste mit 91 Einträgen von Personen, deren Namen mit den Buchstaben „Rosl“ beginnt.

## Rosl
- Rösl, Josef (1853–1931), deutscher Maler

### Rosla
- Rosla, Heinrich, deutscher Mönch und Dichter
- Roslak, Roxolana (* 1940), kanadische Sängerin
- Roslan, Abdul Waify (* 1999), malaysischer Sprinter
- Roslan, Faizal (* 1995), singapurischer Fußballspieler
- Roslan, Nurin Nabilah (* 1998), malaysische Tennisspielerin
- Røsland, Marit Berger (* 1978), norwegische Politikerin
- Rosłaniec, Katarzyna (* 1980), polnische Filmregisseurin
- Roslanowa, Tatjana (* 1980), kasachische Sprinterin
- Roslansky, Ryan (* 1977), US-amerikanischer UnternehmerRyan Roslansky (* 1977)

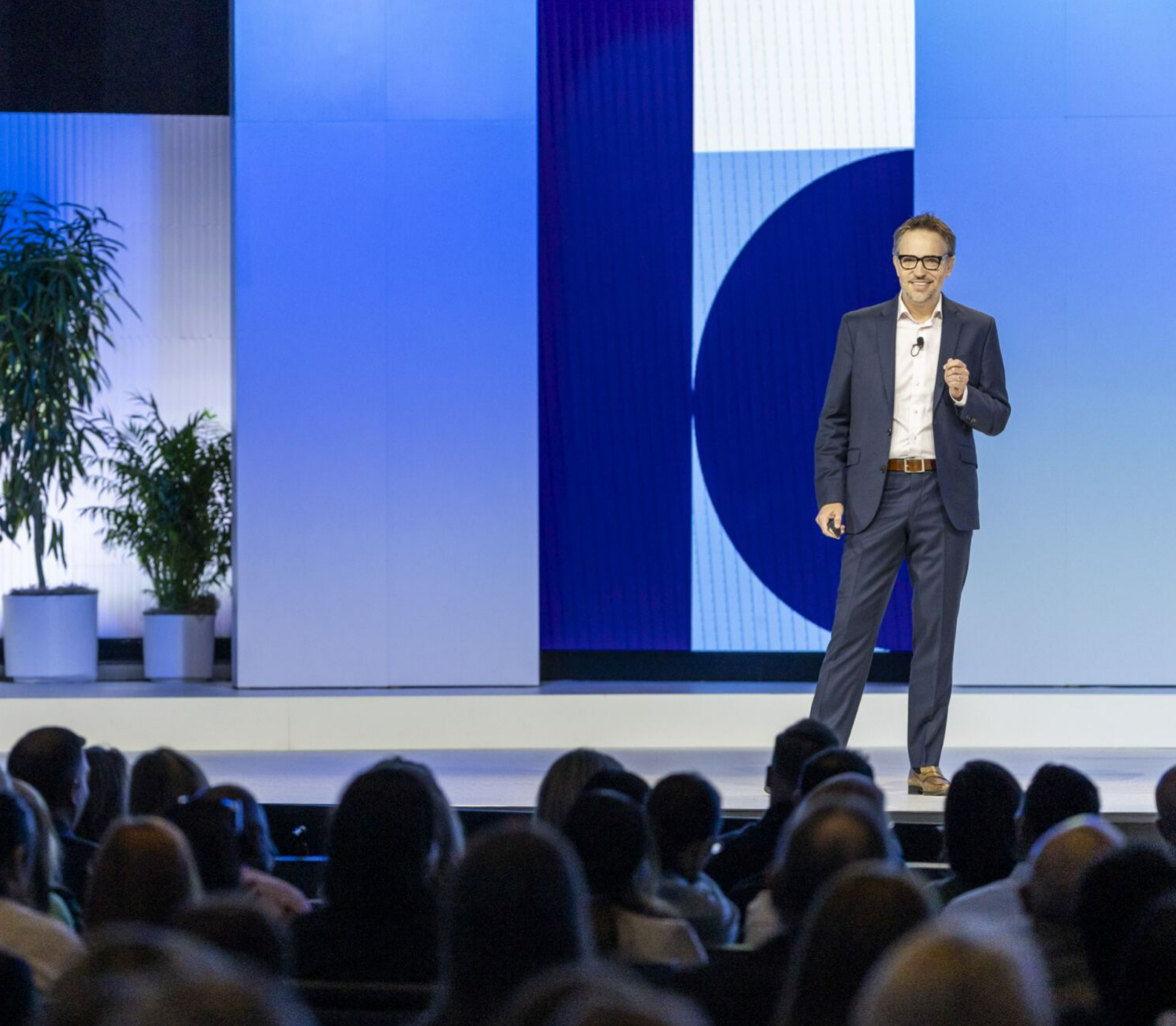
Ryan Roslansky (* 1977)

- Roslavlev, Oleg (1921–1978), estnisch-deutscher Historiker
- Roslawez, Nikolai Andrejewitsch (1881–1944), russischer Komponist, Violinist und Musiktheoretiker

### Rosle
- Rösler, André (* 1970), deutscher Illustrator
- Rösler, Ania (* 1982), deutsche Handballspielerin
- Rösler, Augustin (1851–1922), deutscher römisch-katholischer Theologe und Ordenspriester der Kongregation des Heiligsten Erlösers
- Rösler, Balthasar (1605–1673), deutscher Bergmann
- Rösler, Beate (* 1968), deutsche Schriftstellerin
- Rösler, Benjamin Gottlieb (1769–1833), deutscher Theologe, Komponist und Organist
- Rösler, Bernhard (1906–1973), deutscher Unternehmer
- Rösler, Bonaventura (1500–1575), Lehrer an der Breslauer Elisabethschule, Ratssekretär und Kalligraph
- Rösler, Christian (* 1987), deutscher Eishockeyspieler
- Rösler, Christian Friedrich (1736–1821), deutscher Historiker, evangelischer Geistlicher und Hochschullehrer
- Rösler, Colin (* 2000), deutsch-norwegischer Fußballspieler
- Rösler, Emil (1874–1954), deutscher Architekt
- Rösler, Frank (* 1945), deutscher Psychologe
- Rösler, Franz (1871–1946), deutscher Lehrer und Heimatschriftsteller
- Rosler, Friedrich (1855–1943), rumäniendeutscher Mundartdichter, Autor und Predigerlehrer
- Rösler, Georg († 1537), Bürgermeister von Görlitz
- Rösler, Georg (1539–1596), Richter und Ratsmitglied im frühneuzeitlichen Görlitz
- Rösler, Georg (1921–2001), deutscher Politiker (CDU), MdL
- Rösler, Gustav (1819–1883), deutscher Komponist und Musiklehrer
- Rösler, Gustav Adolph (1818–1855), Mitglied der Frankfurter Nationalversammlung
- Rösler, Hannes (* 1973), deutscher Rechtswissenschaftler
- Rösler, Hans Helmut (* 1929), deutscher Politiker (FDP)
- Rösler, Hans Jürgen (1920–2009), deutscher Mineraloge
- Rösler, Hans-Dieter (1927–2018), deutscher Psychologe und Professor für Klinische Psychologie
- Rösler, Heinrich (1868–1931), deutscher Gewerkschafter und Politiker (SPD), MdL
- Rösler, Herbert (1924–2006), deutscher Künstler und Designer
- Rösler, Hubert (1900–1981), deutscher Kommunalpolitiker
- Rösler, Hubert (1937–2024), deutscher Politiker (CDU), MdA
- Rösler, Immanuel Carl (1891–1974), württembergischer Architekt und Heimatforscher
- Rösler, Jakob († 1558), Bürgermeister von Görlitz
- Rösler, Jeannine (* 1970), deutsche Politikerin (Die Linke), MdL
- Rösler, Jo Hanns (1899–1966), deutscher Schriftsteller
- Rösler, Johann August (1778–1862), deutscher Philosoph, Prediger, Sekretär der Oberlausitzischen Gesellschaft der Wissenschaften, Schullehrer und -direktor
- Rosler, Johann Burckard (1643–1708), deutscher Verwaltungsjurist und evangelischer Kirchenlieddichter
- Rösler, Johann Eberhard (1668–1733), deutscher Philosoph, Bibliothekar, evangelischer Geistlicher sowie Hochschullehrer
- Rösler, Johann Joseph (1771–1813), böhmischer Komponist
- Rösler, Johann Karl (1861–1944), rumänischer Autor, Übersetzer und Lehrer
- Rösler, Johannes Baptist (1922–2009), deutscher Pädagoge und Politiker (CDU), MdL, MdB, rheinland-pfälzischer Landtagspräsident
- Rösler, Josef (* 1901), tschechoslowakischer Politiker (Sudetendeutsche Partei) deutscher Nationalität
- Rösler, Klaus (1926–1999), deutscher Abteilungsleiter im Ministerium für Staatssicherheit (MfS) der DDR
- Rösler, Louise (1907–1993), deutsche Künstlerin
- Rösler, Manuel (* 1972), deutscher Komponist und Dirigent
- Rösler, Margit (* 1962), deutsche Mathematikerin und Hochschullehrerin
- Rösler, Maria Friederike (1819–1880), deutsche Stifterin, Begründerin der Rösler-Stiftung
- Rösler, Markus (* 1961), deutscher Landschaftsökologe, Politiker (Bündnis 90/Die Grünen), MdL
- Rosler, Martha (* 1943), US-amerikanische KünstlerinMartha Rosler (* 1943)

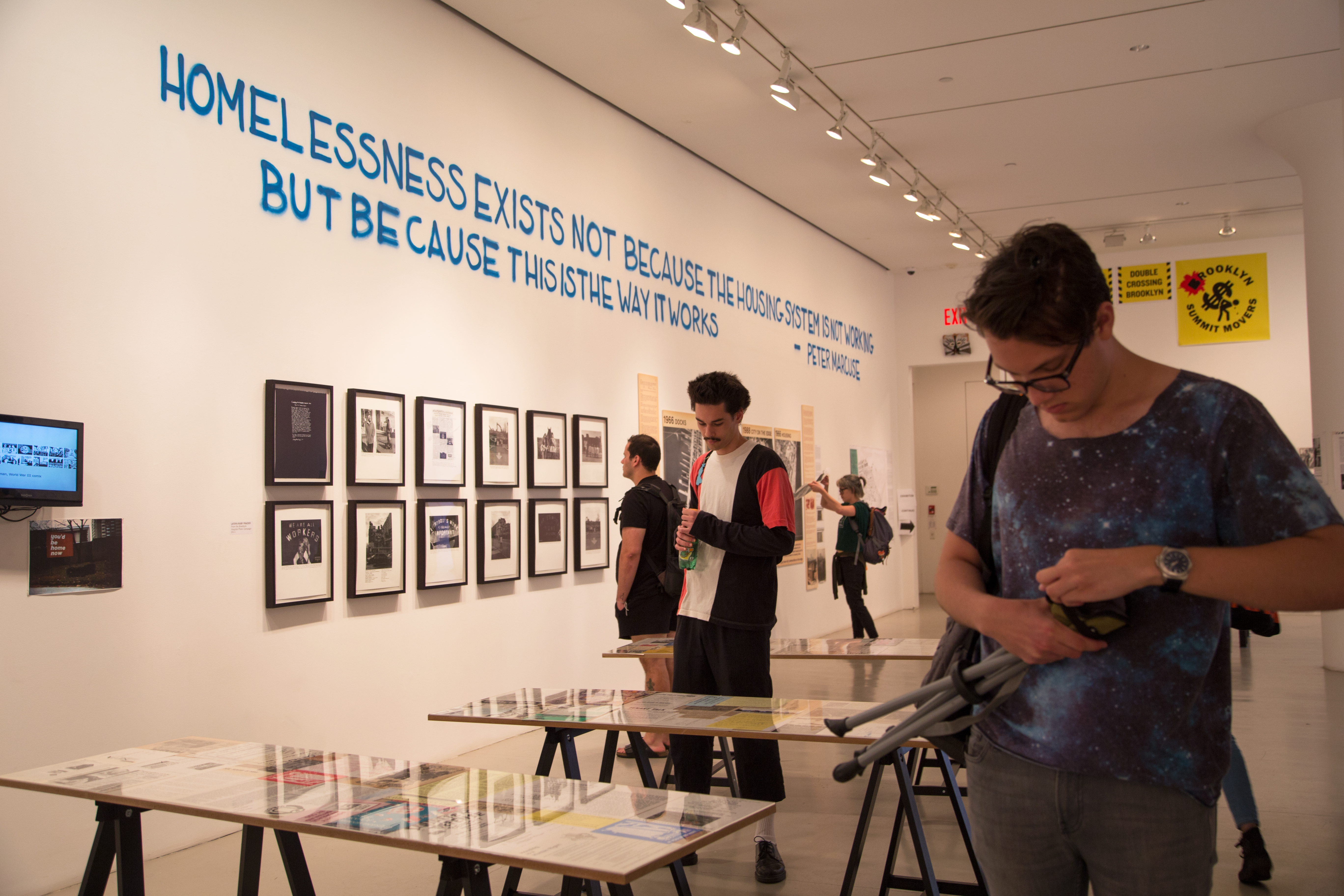
Martha Rosler (* 1943)

- Rösler, Maximilian (1872–1945), deutscher römisch-katholischer Geistlicher und Märtyrer
- Rösler, Michael (* 1951), deutscher Psychiater, Neurologe und Hochschullehrer
- Rösler, Michaela (* 1961), österreichische Politikerin (SPÖ), Mitglied des Bundesrates
- Rösler, Olaf (* 1970), deutscher Basketballspieler
- Rösler, Oswald (1887–1961), deutscher Bankmanager
- Rösler, Philipp (* 1973), deutscher Politiker (FDP), MdL, Bundesminister, VizekanzlerPhilipp Rösler (* 1973)

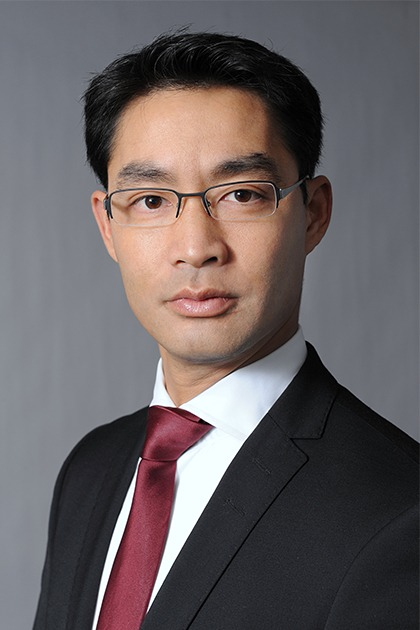
Philipp Rösler (* 1973)

- Rösler, Reinhard (* 1940), deutscher Germanist und Hochschuldozent
- Rösler, Robert (1836–1874), österreichischer Historiker und Geograph
- Rösler, Roland (1943–2020), deutscher Politiker (CDU), MdL
- Rösler, Sascha (* 1977), deutscher Fußballspieler
- Rösler, Sebastian (* 2001), deutscher Volleyballspieler
- Rösler, Uwe (* 1968), deutscher Fußballspieler
- Rösler, Waldemar (1882–1916), deutscher Landschaftsmaler
- Rösler, Winfried (1951–2022), deutscher Erziehungswissenschaftler
- Rösler, Wolfgang (* 1944), deutscher Altphilologe
- Rosler-Gitter, Maria (1900–1985), austroamerikanische Individualpsychologin

### Rosli
- Rösli, Alfred (1920–2022), Schweizer Bauingenieur und Hochschullehrer
- Rosli, Arulraj (1940–2016), malaysischer Radrennfahrer
- Roslin, Alexander (1718–1793), schwedischer Maler
- Röslin, Helisäus (1545–1616), deutscher Mediziner, Astrologe, Chronologe und Geograph
- Röslin, Karl Ludwig (1749–1829), deutscher Verwaltungsbeamter
- Roslin, Toros, armenischer Meister in armenischer Prachthandschrift im Mittelalter
- Roslin, Vinnie (1947–2012), US-amerikanischer Bassist
- Rosling, Hans (1948–2017), schwedischer Arzt und HochschullehrerHans Rosling (1948–2017)

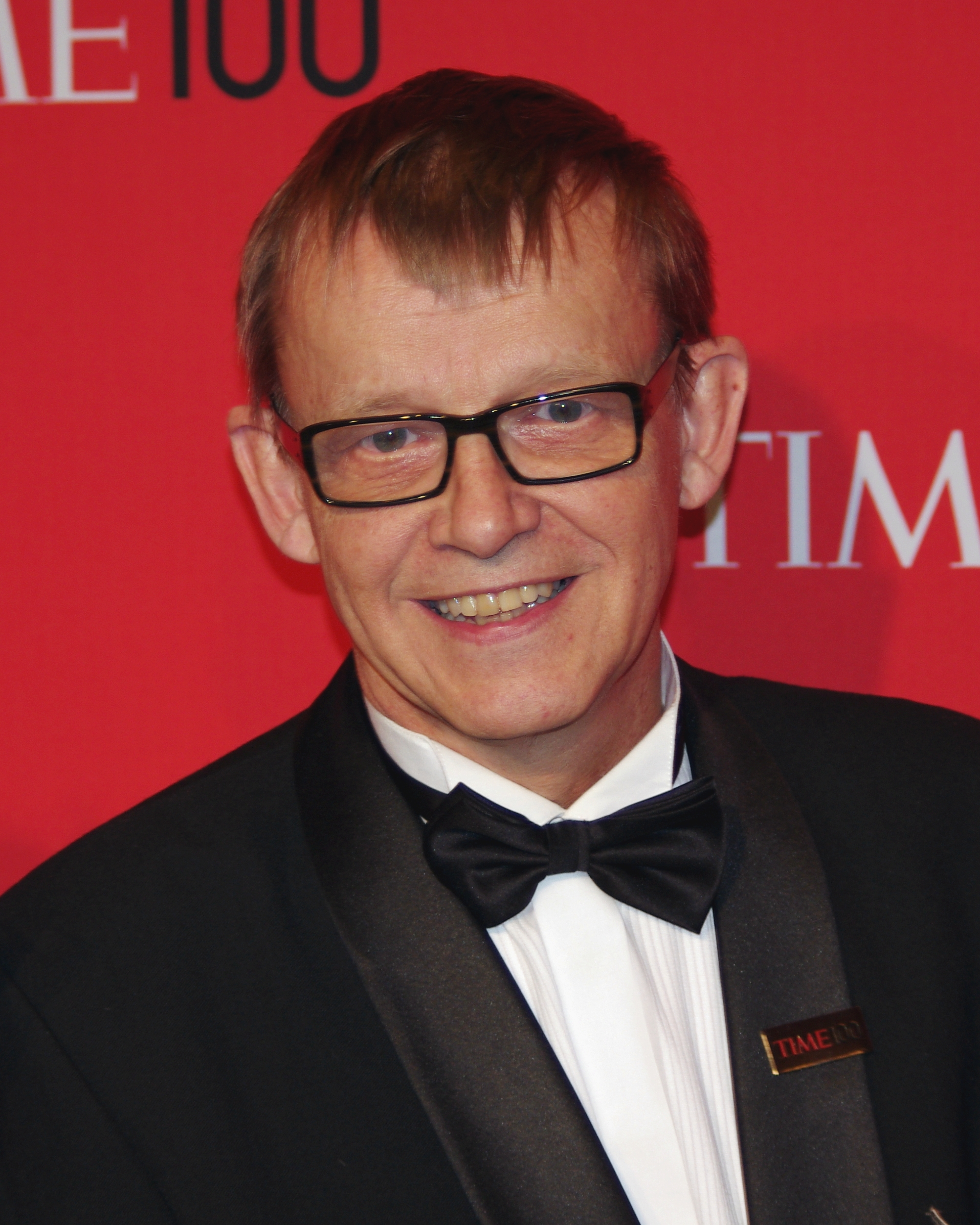
Hans Rosling (1948–2017)

- Rosling, Tara (* 1970), kanadische Filmschauspielerin

### Roslj
- Rosljakow, Ilja Sergejewitsch (* 1983), russischer Skispringer

### Roslm
- Röslmeir, Nikolaus (1901–1977), deutscher Bildhauer

### Roslo
- Roslovic, Jack (* 1997), US-amerikanischer Eishockeyspieler

### Roslu
- Roslund, Anders (* 1961), schwedischer Journalist und Krimiautor
- Roslund, Lennart (* 1946), schwedischer Segler

### Rosly
- Rosly, Iwan Pawlowitsch (1902–1980), sowjetischer Generalleutnant
- Roslyng, Christina (* 1978), dänische Handballspielerin und -trainerin
- Roslyng, Frederik (* 2005), dänischer Fußballspieler